# Liste des résolutions du Conseil de sécurité des Nations unies adoptées en 1968
Les résolutions du Conseil de sécurité des Nations unies sont les décisions qui sont votées par le Conseil de sécurité des Nations unies.
Une telle résolution est acceptée si au moins neuf des quinze membres (depuis le 17 décembre 1963, 11 membres avant cette date) votent en sa faveur et si aucun des membres permanents qui sont la Chine, les États-Unis, la France, le Royaume-Uni et l'Union soviétique (la Russie depuis 1991) n'émet de vote contre (qui est désigné couramment comme un veto).

## Résolutions 245 à 262
- Résolution 245 : question du Sud-Ouest africain (adoptée le 25 janvier 1968).
- Résolution 246 : question du Sud-Ouest africain (adoptée le 14 mars 1968).
- Résolution 247 : la question de Chypre (adoptée le 18 mars 1968).
- Résolution 248 : la situation au Moyen-Orient (adoptée le 24 mars 1968).
- Résolution 249 : admission de nouveaux membres : Maurice (adoptée le 18 avril 1968 lors de la 1414e séance).
- Résolution 250 : la situation au Moyen-Orient (adoptée le 27 avril 1968).
- Résolution 251 : la situation au Moyen-Orient (adoptée le 2 mai 1968).
- Résolution 252 : la situation au Moyen-Orient (adoptée le 21 mai 1968).
- Résolution 253 : question concernant la situation en Rhodésie du Sud (adoptée le 29 mai 1968).
- Résolution 254 : extension du stationnement à Chypre (adoptée le 18 juin 1968).
- Résolution 255 : question relative aux mesures à prendre pour garantir la sécurité des États non dotés d'armes nucléaires parties au Traité sur la non-prolifération des armes nucléaires (adoptée le 19 juin 1968).
- Résolution 256 : la situation au Moyen-Orient (adoptée le 16 août 1968).
- Résolution 257 : admission de nouveaux membres : Swaziland (adoptée le 11 septembre 1968 lors de la 1450e séance).
- Résolution 258 : la situation au Moyen-Orient (adoptée le 18 septembre 1968).
- Résolution 259 : la situation au Moyen-Orient (adoptée le 27 septembre 1968).
- Résolution 260 : admission de nouveaux membres : Guinée équatoriale (adoptée le 6 novembre 1968 lors de la 1458e séance).
- Résolution 261 : extension du stationnement à Chypre (adoptée le 10 décembre 1968).
- Résolution 262 : la situation au Moyen-Orient (adoptée le 31 décembre 1968).